# Judo op de Europese kampioenschappen parasporten 2023
Het judotoernooi op de Europese kampioenschappen parasporten 2023 werd van 8 tot en met 10 augustus gehouden in Rotterdam. Het toernooi omvatte negen onderdelen voor mannen en negen voor vrouwen.
het toernooi bood judoka's de mogelijkheid kwalificatiepunten te behalen voor de Paralympische Zomerspelen 2024.

## Medaillewinnaars

### Mannen
| Onderdeel       | Goud                           | Zilver                                  | Brons                            |
| --------------- | ------------------------------ | --------------------------------------- | -------------------------------- |
| Mannen –60kg J1 | Miguel Vieira Portugal         | Armindo Rodrigues Frankrijk             | Mykola Rudnyk Oekraïne           |
| Mannen –60kg J1 | Miguel Vieira Portugal         | Armindo Rodrigues Frankrijk             | Ismayil Muradov Azerbeidzjan     |
| Mannen –73kg J1 | Alex Bologa Roemenië           | Lennart Sass Duitsland                  | Djibrilo Iafa Portugal           |
| Mannen –73kg J1 | Alex Bologa Roemenië           | Lennart Sass Duitsland                  | Yavuz Gökçe Turkije              |
| Mannen –90kg J1 | Oleg Cretul Moldavië           | Daniel Powell Verenigd Koninkrijk       | Yasin Çimciler Turkije           |
| Mannen –90kg J1 | Oleg Cretul Moldavië           | Daniel Powell Verenigd Koninkrijk       | Eduard Tropinov Oekraïne         |
| Mannen +90kg J1 | Ion Basoc Moldavië             | Ilham Zakiyev Azerbeidzjan              | Onur Taştan Turkije              |
| Mannen +90kg J1 | Ion Basoc Moldavië             | Ilham Zakiyev Azerbeidzjan              | Jason Grandry Frankrijk          |
| Mannen –60kg J2 | Davyd Khorava Oekraïne         | Luis Daniel Gavilan Lorenzo Spanje      | Zurab Zurabiani Georgië          |
| Mannen –60kg J2 | Davyd Khorava Oekraïne         | Luis Daniel Gavilan Lorenzo Spanje      | Nukri Migrijanashvili Georgië    |
| Mannen –73kg J2 | Giorgi Kaldani Georgië         | Namig Abasli Azerbeidzjan               | Nathan Petit Frankrijk           |
| Mannen –73kg J2 | Giorgi Kaldani Georgië         | Namig Abasli Azerbeidzjan               | Sergio Ibanez Banon Spanje       |
| Mannen –90kg J2 | Helios Latchoumanaya Frankrijk | Oleksandr Nazarenko Oekraïne            | Evan Molloy Verenigd Koninkrijk  |
| Mannen –90kg J2 | Helios Latchoumanaya Frankrijk | Oleksandr Nazarenko Oekraïne            | Lasha Kizilashvili Georgië       |
| Mannen +90kg J2 | Revaz Chikoidze Georgië        | Christopher Skelley Verenigd Koninkrijk | Jack Hodgson Verenigd Koninkrijk |
| Mannen +90kg J2 | Revaz Chikoidze Georgië        | Christopher Skelley Verenigd Koninkrijk | İbrahim Bölükbaşı Turkije        |
| Team            | IBSA Team                      | Turkije                                 | Georgië                          |
| Team            | IBSA Team                      | Turkije                                 | Frankrijk                        |

### Vrouwen
| Onderdeel        | Goud                             | Zilver                         | Brons                                  |
| ---------------- | -------------------------------- | ------------------------------ | -------------------------------------- |
| Vrouwen –48kg J1 | Nataliya Nikolaychyk Oekraïne    | Ecem Taşın Turkije             | Anna Tabea Muller Duitsland            |
| Vrouwen –48kg J1 | Nataliya Nikolaychyk Oekraïne    | Ecem Taşın Turkije             | Emmanouela Masourou Griekenland        |
| Vrouwen –57kg J1 | Döndü Yeşilyurt Turkije          | Anzhela Havrysiuk Oekraïne     | Flóra Burányi Hongarije                |
| Vrouwen –57kg J1 | Döndü Yeşilyurt Turkije          | Anzhela Havrysiuk Oekraïne     | María Manzanero Spanje                 |
| Vrouwen –70kg J1 | Theodora Paschalidou Griekenland | Merve Uslu Turkije             | Niet uitgereikt. slechts twee judoka's |
| Vrouwen +70kg J1 | Anastasiia Harnyk Oekraïne       | Nazan Akın Güneş Turkije       | Khatira Ismiyeva Azerbeidzjan          |
| Vrouwen –48kg J2 | Shahana Hajiyeva Azerbeidzjan    | Yuliia Ivanytska Oekraïne      | Niet uitgereikt. slechts twee judoka's |
| Vrouwen –57kg J2 | Inna Sych Oekraïne               | Zeynep Çelik Turkije           | Marta Arce Payno Spanje                |
| Vrouwen –57kg J2 | Inna Sych Oekraïne               | Zeynep Çelik Turkije           | Ramona Brussig Duitsland               |
| Vrouwen –70kg J2 | Khanim Huseynova Azerbeidzjan    | Ina Kaldani Georgië            | Niet uitgereikt. slechts twee judoka's |
| Vrouwen +70kg J2 | Prescillia Leze Frankrijk        | Dursadaf Karimova Azerbeidzjan | Kirsten Taylor Verenigd Koninkrijk     |
| Team             | Oekraïne                         | Turkije                        |                                        |